# Castor
|  | Per a altres significats, vegeu «Castor (desambiguació)». |

Els castors (Castor) són un gènere de rosegadors semiaquàtics d'Euràsia i de Nord-amèrica que es caracteritzen per la seva cua ampla i escatosa. És l'únic gènere vivent de la família dels castòrids i engloba dues espècies vivents: el castor americà (C. canadensis) i el castor europeu (C. fiber). La distribució territorial d'aquestes espècies es limita a l'hemisferi nord, exceptuant alguns castors americans que foren introduïts a la Terra del Foc, una regió sud-americana. També s'han introduït alguns individus d'aquesta espècie a Europa. Deixant de banda aquestes excepcions, el castor americà viu tan sols a Nord-amèrica i el castor europeu només a Euràsia. El castor de Kellogg s'estenia per allò que avui en dia és l'oest dels Estats Units. Encara que són molt semblants entre ells, la investigació genètica ha demostrat que els castors americans i els europeus són espècies diferents i que la hibridació és improbable, ja que tenen un nombre diferent de cromosomes.
Aquests animals són coneguts per la seva habilitat natural a l'hora de construir preses als rius i rierols, i les seves llars (caus) als estanys que es formen darrere les preses. Aquesta barrera els proporciona protecció i crea un espai ideal per viure-hi. Per la construcció d'aquestes estructures utilitzen principalment troncs dels arbres que tallen i fan caure rosegant amb les seves fortes dents incisives. Tot i la gran quantitat d'arbres que tallen, l'alteració a la qual sotmeten l'ecosistema també té beneficis; així les preses creades serveixen d'aiguamolls, que ajuden a controlar les inundacions i eliminen contaminants del corrent. Tot i això, en ecosistemes estranys per ells, aquestes modificacions a l'ambient poden ser perjudicials, tal com ha passat, per exemple, a la Terra del Foc, Navarra i La Rioja.
Des de fa segles, els castors formen part de la cultura popular i en alguns casos han tingut una gran influència en el desenvolupament de les societats humanes. Un exemple d'això és la seva importància a la colonització europea d'Amèrica, ja que la cerca de la seva pell fou un dels factors que impulsà l'exploració i posterior desenvolupament econòmic de Nord-amèrica. Això fou a causa del valor comercial de la seva pell i d'altres productes que se n'obtenen, com ara el castori, una substància de secreció glandular que servia per fer perfums. El castor també és un element força representatiu a la cultura del Canadà, fins a tal punt que és l'animal nacional del país. Així doncs, la influència dels castors no es limita al sector econòmic i comercial, sinó que també arriba a la literatura, la religió i l'esport.

## Morfologia i fisiologia

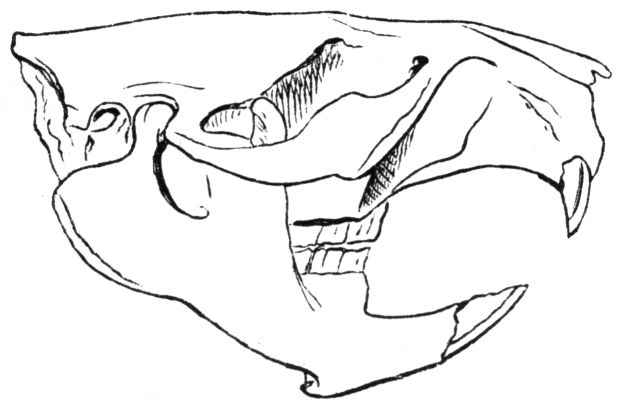
Dibuix del crani d'un castor europeu

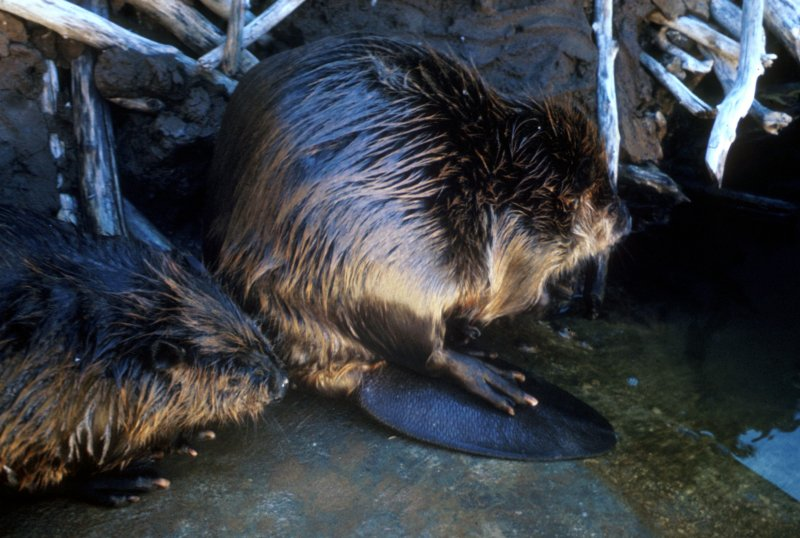
La cua negra i aplanada dels castors permet identificar-los amb facilitat.

Els castors són parents dels esquirols (pertanyen a la família dels esciúrids), i per això tenen certes característiques estructurals similars al crani i al maxil·lar inferior. També estan estretament relacionats amb un petit rosegador sud-americà, el coipú. El castor és el segon rosegador més gros del món, després del capibara, i el més gros de l'hemisferi nord.
Aquests animals creixen tota la vida. El pes mitjà dels adults és de 16 kg i, encara que els individus de més de 25 kg no són comuns, se n'han trobat individus que arriben als 40 kg. Les femelles, que són el sexe dominant, són tant o més grosses que els mascles de la mateixa edat, fet poc habitual entre els mamífers. Generalment, mesuren uns 30 cm d'alçada per 75 cm de longitud, sense comptar la cua, que mesura uns 25 cm de llargada per 15 cm d'amplada; s'ha de tenir en compte que tots aquests valors varien segons diversos factors com l'edat i l'espècie de l'individu.
La cua té una forma ovalada i aplatada, i està formada de petites escates de forma hexagonal i de color negre. Les escates són contigües i no se superposen les unes a les altres. El seu cos està cobert amb un espès pelatge al qual deuen el seu enorme valor comercial. Es divideix en dos tipus: un de sedós i grisenc, i un altre molt més aspre i llarg de color marró. A més de ser impermeable, la capa de pèl fa d'abric.
Estan dotats de quatre dents incisives molt fortes i afilades que són de color taronja a causa del fet que tenen un esmalt que les endureix i que els serveix per rosegar la fusta de la qual s'alimenten i amb la qual construeixen les seves estructures. Un castor adult pot tallar un tros de fusta d'uns 30 cm de gruix en uns quinze minuts amb la seva potent dentadura. Com que aquestes dents mai no deixen de créixer, és de vital importància que les utilitzin constantment, o altrament les incisives de la part superior els travessarien la mandíbula inferior.
Els castors tenen les potes posteriors palmípedes, mentre que les anteriors, cobertes d'un pelatge més fosc, són semblants a mans, cadascuna amb cinc dits ben desenvolupats. Els dits de les extremitats posteriors, en canvi, es troben units per una membrana. Els castors no tenen bona vista, tot i que poden veure-hi sota l'aigua gràcies a una membrana nictitant, una tercera parpella lateral i transparent que cobreix els seus petits ulls. A més tenen bons sentits de l'oïda, olfacte i tacte. Mentre estan submergits tanquen els orificis nasals i els pavellons auditius per impedir l'entrada d'aigua. Gràcies al seu sistema respiratori, un castor pot mantenir-se sota l'aigua fins a quinze minuts sense haver de sortir per agafar aire.
Com a rosegadors que són, els castors tenen un cervell lissencèfal, és a dir, la seva escorça cerebral presenta poques deformacions i és bàsicament llisa. Tot i això, aquesta espessa escorça el fa especial entre els rosegadors: en intel·ligència se l'ha situat per sobre de la resta de rosegadors.
El castor, com tots els mamífers, és un animal endoterm. A terra ferma manté la temperatura corporal entre 37 i 38 °C, depenent de la seva activitat. Sota l'aigua, en canvi, la seva temperatura pot descendir per sota dels 34 °C. Aquest descens es produeix més ràpidament en el cas d'exemplars joves. Cal tenir en compte, però, que aquests valors poden variar sensiblement en cada individu a causa de múltiples factors com ara l'edat, el gènere, l'estat de creixement, l'època de l'any, el cicle menstrual o la febre.

## Classificació
El gènere Castor és un dels més de trenta gèneres classificats dins de la família dels castòrids. Com que hi ha més de 2.200 espècies de rosegadors, les espècies d'aquest gènere representen aproximadament el 0,13% del total d'espècies que formen l'ordre dels rosegadors. Els castors es troben classificats dins del regne dels animals a causa del fet que són organismes eucariotes, pluricel·lulars i heteròtrofs, amb desenvolupament embrionari i capacitat de locomoció; en el fílum dels cordats, ja que tenen un notocordi, que és el principal suport del seu cos, i que en el seu cas es tracta de la columna vertebral; dins de la classe dels mamífers, ja que són éssers vertebrats, amniotes, de sang calenta, amb glàndules mamàries i pèl; dins de l'ordre dels rosegadors, el més nombrós dels mamífers, ja que tenen dues dents incisives de constant creixement a la mandíbula superior i dues més a la inferior i dins de la família dels castòrids que inclou els castors moderns i els seus parents primitius, tots ells caracteritzats per ser semiaquàtics, tenir els peus palmats i una gran cua aplanada i escatosa.

### Espècies
El gènere Castor inclou tres espècies: el castor europeu, el castor americà i el castor de Kellogg.

#### Castor europeu

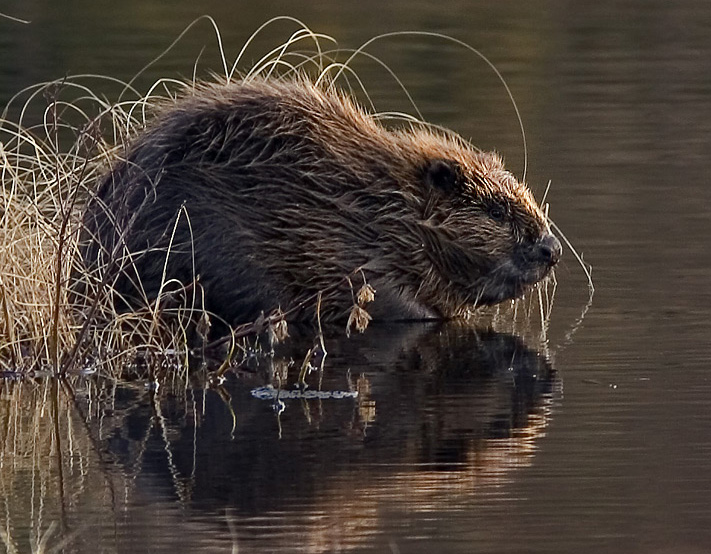
Castor europeu.

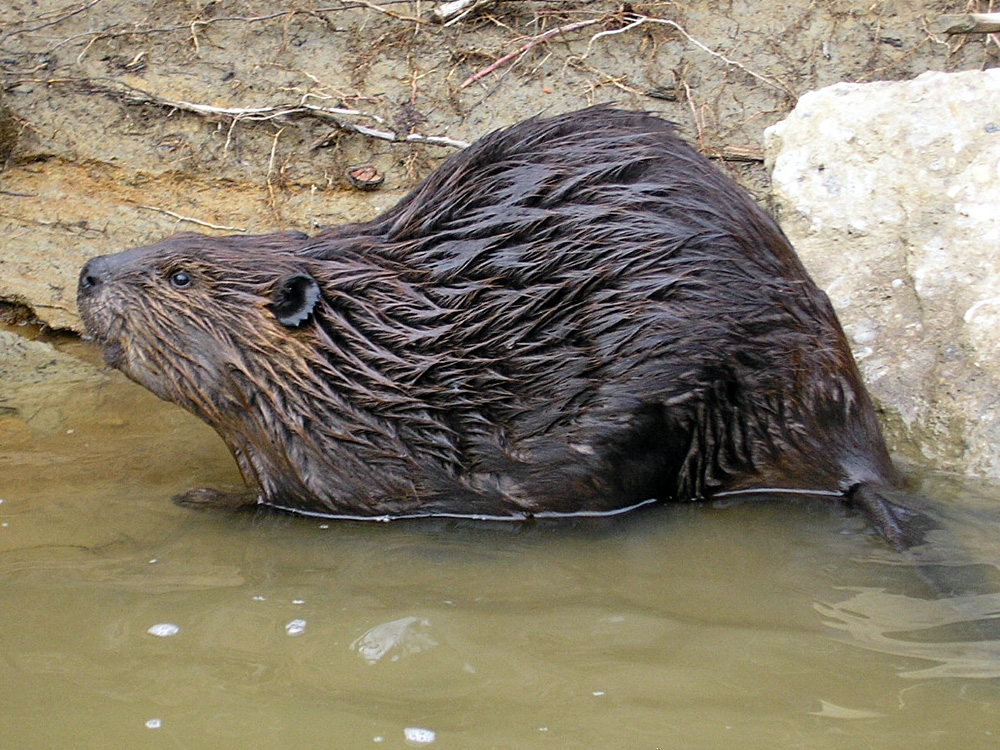
Castor americà.

El castor europeu, també anomenat eurasiàtic, (C. fiber) habita les regions fredes d'Euràsia, principalment Rússia. És una mica més petit que el seu parent americà. Des de l'antiguitat foren caçats, comprometent-ne la supervivència. En alguns països on vivien abans, com Espanya i el Regne Unit, foren erradicats a causa de la caça desmesurada, i avui en dia l'espècie encara està lleugerament amenaçada; cada vegada són més els esforços realitzats per restablir les poblacions arreu del continent i per això la població d'aquesta espècie va en augment. Es calcula que el seu nombre ronda els 600.000 individus. Per col·laborar en aquest projecte de repoblació, alguns organismes, com la Unió Europea (UE), i acords internacionals, com el Conveni sobre el Comerç Internacional d'Espècies de Fauna i Flora Salvatge Amenaçades (CITES), administrat pel Programa de les Nacions Unides pel Medi Ambient (PNUMA), s'encarreguen de protegir aquest rosegador.

#### Castor americà
El castor americà (C. canadensis), també anomenat simplement «castor» a Nord-amèrica, és el rosegador més gros de l'hemisferi nord i està dividit en vint-i-cinc subespècies. Habita les regions predominantment fredes i boscoses del Canadà, Estats Units i, en menor mesura, Mèxic. També s'ha introduït l'espècie en altres regions, entre les quals es pot destacar la Terra del Foc i la península Escandinava.
Sovint era caçat per la pell. A principis del segle xix, la caça el va fer desaparèixer a bona part de l'àrea de distribució original. Els pobladors nadius i primers colons en menjaven, a més, la carn. Gran part de l'exploració inicial de Nord-amèrica fou impulsada precisament per la recerca de la pell del castor americà.
Aquesta espècie és més abundant que l'europea, amb una població estimada d'entre deu i quinze milions d'exemplars. Tanmateix, abans de l'època del comerç de pells, a Nord-amèrica n'hi podria haver hagut deu vegades més. Tot i el declivi, l'espècie no es considera en perill d'extinció.

#### Castor de Kellogg
El castor de Kellogg (C. californicus, també anomenat C. accessor) visqué entre el Miocè i el Plistocè a l'oest de Nord-amèrica. Era molt similar al castor americà, ja que també era semiaquàtic, però més gros. Se n'han trobat restes fòssils als Estats Units, principalment a l'estat de Califòrnia, i a Mèxic.

### Diferències entre espècies

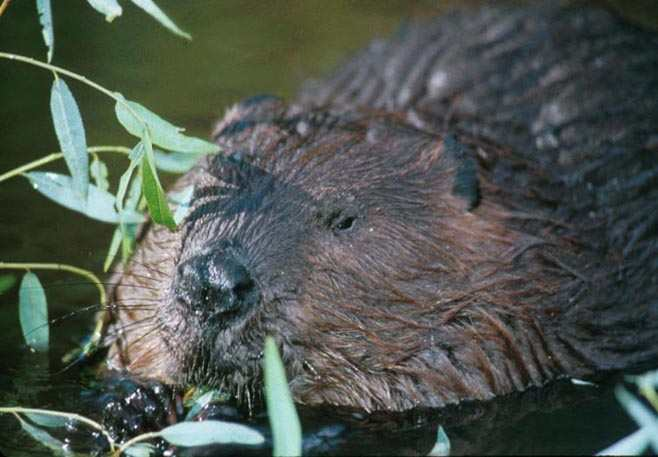
El nas del castor europeu i el del castor americà són ben diferents.

Encara que el castor europeu i l'americà són molt semblants entre si —tant que hi ha gent que els ha considerat varietats d'una mateixa espècie— les dues espècies es diferencien en certs aspectes. Algunes d'aquestes característiques són morfològiques, mentre que d'altres estan relacionades amb el seu comportament. La principal diferència morfològica entre elles es troba en els seus ossos nasals. Una altra característica que marca la diferència és el nombre de cromosomes de cada espècie. Aquest fet impedeix que membres de diferents espècies de castors es puguin creuar entre si. A la següent taula es comparen els atributs distintius més destacats:
| Mida del crani              | Menor                   | Major                  |
| Forat nasal en el crani     | Triangular              | Quadrat                |
| Dimensions de la cua        | Més estreta             | Més ampla              |
| Dimensions corporals        | Lleugerament més petits | Lleugerament més grans |
| Mida mitjana de la ventrada | 2-3 cries               | 3-4 cries              |
| Construcció de preses       | Menys desenvolupada     | Més sofisticada        |
| Posició del cau             | A prop de la riba       | Lluny de la riba       |
| Marques d'olor              | Més petites             | Més grans              |
| Competitivitat              | Menys competitiu        | Més competitiu         |
| Cromosomes                  | 2n=48                   | 2n=40                  |
| Font: Biology @ Davidson    |                         |                        |

## Comportament

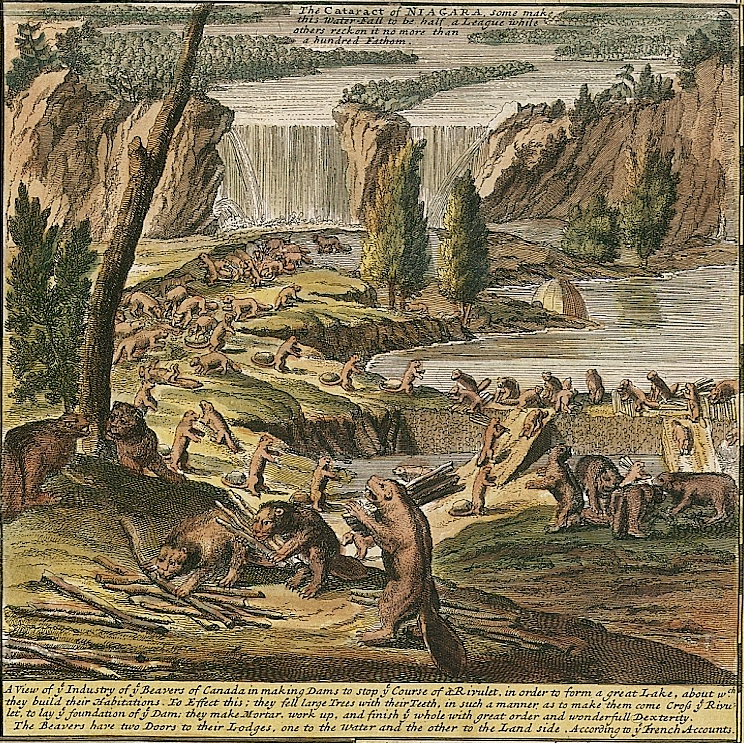
Iŀlustració de Herman Moll on es descriu detalladament el procés que segueixen els castors per construir les preses.

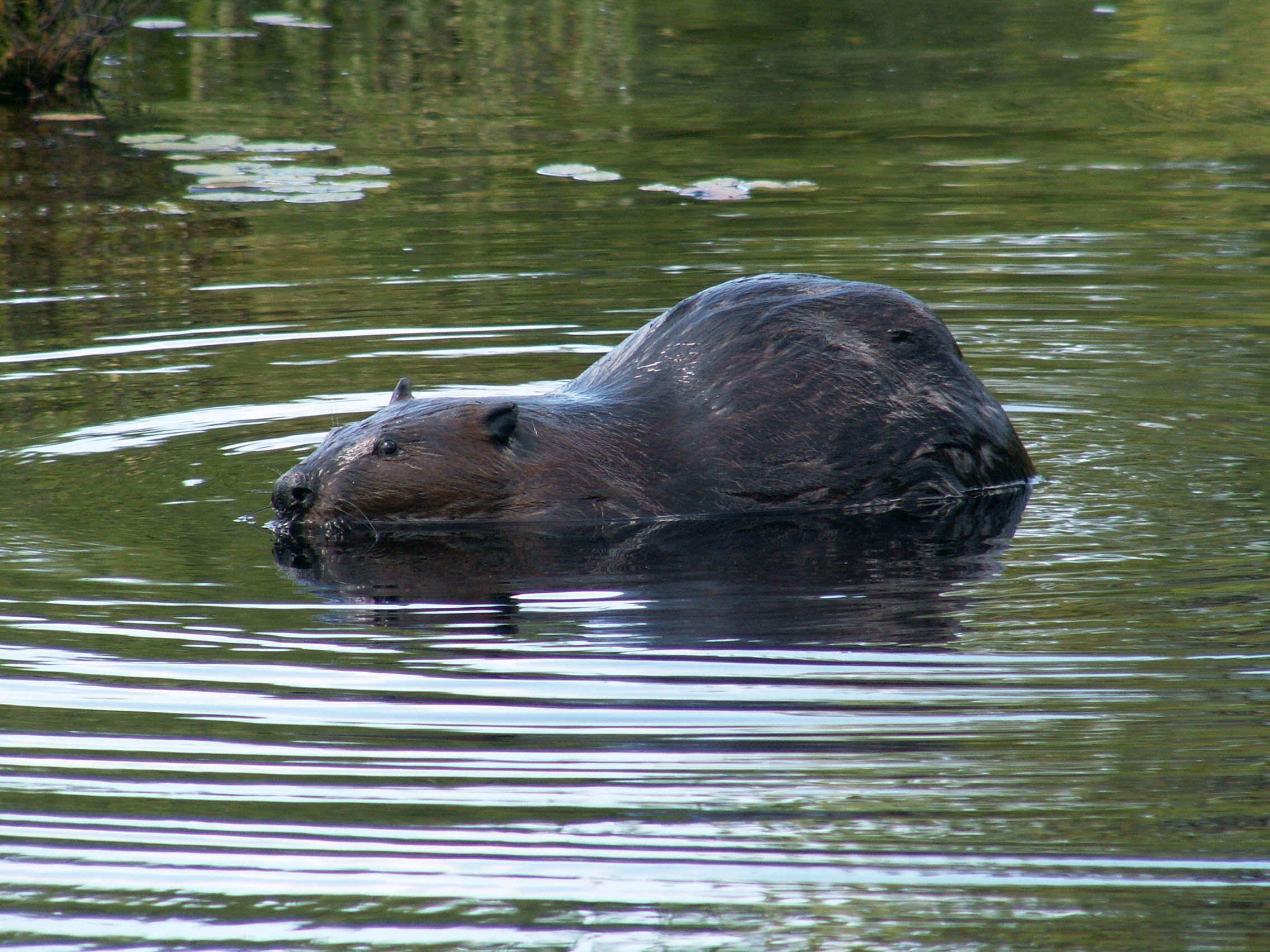
Els castors passen la major part del temps a l'aigua.

Els castors són essencialment aquàtics en les seves activitats, i mai no viatgen per terra si no els és necessari. Són animals sociables, arribant a formar grups o colònies de fins a dotze individus, composts d'una parella i les seves cries. Les famílies petites poden viure en un sol cau, però les més grans solen necessitar refugis addicionals. Com més gran sigui l'aïllament del lloc on viuen i l'abundància d'aliments, més gran serà la població de castors.
Viuen en rius on, per tal d'aconseguir aigua amb suficient profunditat, construeixen preses amb fang i amb els troncs i branques dels arbres que tallen amb les potents dents incisives que posseeixen. Generalment escullen trams de riu de més d'un metre de profunditat per començar amb la seva feina. Construeixen els caus en l'estany creat d'aquesta manera. Durant la construcció, el fang és col·locat amb les potes del davant i no, com s'acostuma a creure, amb la cua, ja que aquesta només és emprada com a timó quan neden o per aguantar-se dempeus quan s'aixequen sobre les potes del darrere. Per la construcció de les preses, que gairebé sempre fan de nit, els castors transporten el fang i les pedres amb les seves extremitats davanteres i la fusta entre les dents. Quan neden, s'impulsen amb les extremitats posteriors, que sempre romanen submergides, i només treuen el cap per sobre l'aigua, per poder respirar i veure l'entorn. Tot i que són molt més hàbils nedant que desplaçant-se per terra, no acostumen a assolir altes velocitats; generalment no superen els 10 km/h.
Durant la primavera i l'estiu s'encarreguen de reunir les reserves de fusta que els serviran per alimentar-se durant el repòs hivernal. Continuen recol·lectant aliments fins al final de la tardor. Durant aquest temps també s'encarreguen de reparar els danys que puguin tenir el cau o les preses, encara que generalment no ho acostumen a fer fins que comencen les gelades. És també durant aquesta època que es reprodueixen; s'aparellen en els mesos primaverals, o una mica abans, i les cries neixen durant l'estiu. A més, al final de cada tardor cobreixen l'entrada del seu cau amb fang fresc que es congela quan disminueix la temperatura a l'hivern i es torna tan dur com la pedra, de manera que els depredadors no poden pertorbar el seu repòs. Amb l'arribada de l'hivern, es refugien al cau i subsisteixen de la reserva que s'han encarregat de reunir durant tot l'any. Quan el gel es trenca a la primavera, deixen els caus i comencen el cicle de nou.

### Defensa territorial
Com que el territori que habiten és extremament important pels castors, en particular per tot el temps que inverteixen construint-lo, acostumen a defensar-lo davant les amenaces externes. Si un desconegut entra en el territori d'una colònia de castors, el més segur és que acabin lluitant contra ell, a vegades fins a la mort. La forma en què detecten la presència d'estranys és a través de l'olfacte; si perceben una olor que no els és familiar, buscar-ne la font es converteix en una prioritat, fins i tot més important que la recerca d'aliments, i no descansen fins a haver-la trobat. Malgrat això, se sap que els castors poden reconèixer les olors específiques d'altres famílies amb les quals estan emparentats i, llavors, les toleren dins del territori i no els fan mal; el mateix passa amb altres espècies que no els perjudiquen, i acaben familiaritzant-se amb aquestes olors.
Per advertir els possibles invasors, principalment altres castors, marquen el seu territori amb uns senyals d'olor –fets amb una barreja de fang i castori– per així delimitar les seves terres i tractar d'evitar enfrontaments. Col·loquen les marques d'olor als límits del seu territori i, com més en col·loquin, menys probable serà que siguin envaïts, ja que més marques impliquen una colònia més poderosa. La quantitat de marques que col·loquen depèn en part de l'època i de la densitat de població del lloc. Durant els mesos de cria, que són el gener i el febrer, i durant l'època en què els castors joves abandonen els grups i es dispersen, que és a l'agost, el territori marcat s'incrementa. De la mateixa manera, en una zona on hi ha diverses colònies de castors, és habitual que el nombre de marques sigui elevat. La feina de marcar el territori, així com la seva defensa i la reparació de preses i caus, recau indiferentment en els mascles i les femelles.

### Alimentació
La dieta dels castors és estrictament herbívora. S'alimenten d'escorça, branquetes i fulles dels arbres que tallen, i de les arrels de plantes aquàtiques. Encara que poden ingerir qualsevol vegetal comestible que trobin a la riba d'un riu o llac, prefereixen certs aliments abans que uns altres. S'ha observat que els castors europeus prefereixen l'escorça i les fulles d'arbres com els salzes, els bedolls i els avellaners, mentre que els americans prefereixen arbres com els salzes, els bedolls, els àlbers, els cirerers o arbres dels gèneres Acer o Alnus, entre d'altres. Tot i les seves preferències, la dieta d'un castor se sol basar en la disponibilitat d'aliments, de manera que no rebutgen un aliment encara que no sigui dels seus preferits.
Per subsistir a l'hivern, reuneixen una reserva de menjar que mantenen submergida al fons de l'estany on viuen, molt a prop d'una de les entrades al cau. Acostumen a col·locar les branques més grosses a la part superior i les més petites a la part inferior del piló per impedir que aquestes últimes siguin arrossegades pel corrent. Com més fred sigui el lloc on viuen, més important es torna la recol·lecció d'aquesta reserva d'aliments, ja que es passen pràcticament tot l'hivern dins els caus. Com que la superfície de l'estany es congela durant l'hivern, els castors deixen que algunes branques es quedin flotant a l'aigua, impedint que es geli en aquesta zona. D'aquesta manera, poden sortir a l'exterior en cas d'emergència, com per exemple si se'ls acaba el menjar.

### Reproducció
Els castors són capaços d'aparellar-se en gairebé qualsevol etapa de la vida, i són monògams —encara que si se'ls mor la parella, poden trobar-ne una altra. La monogàmia es deu principalment al fet que, per cuidar correctament a les cries, és necessària la col·laboració dels dos pares, ja que un de sol no seria capaç de cuidar-les. Per tant, han de mantenir-se sempre units perquè la reproducció tingui èxit.

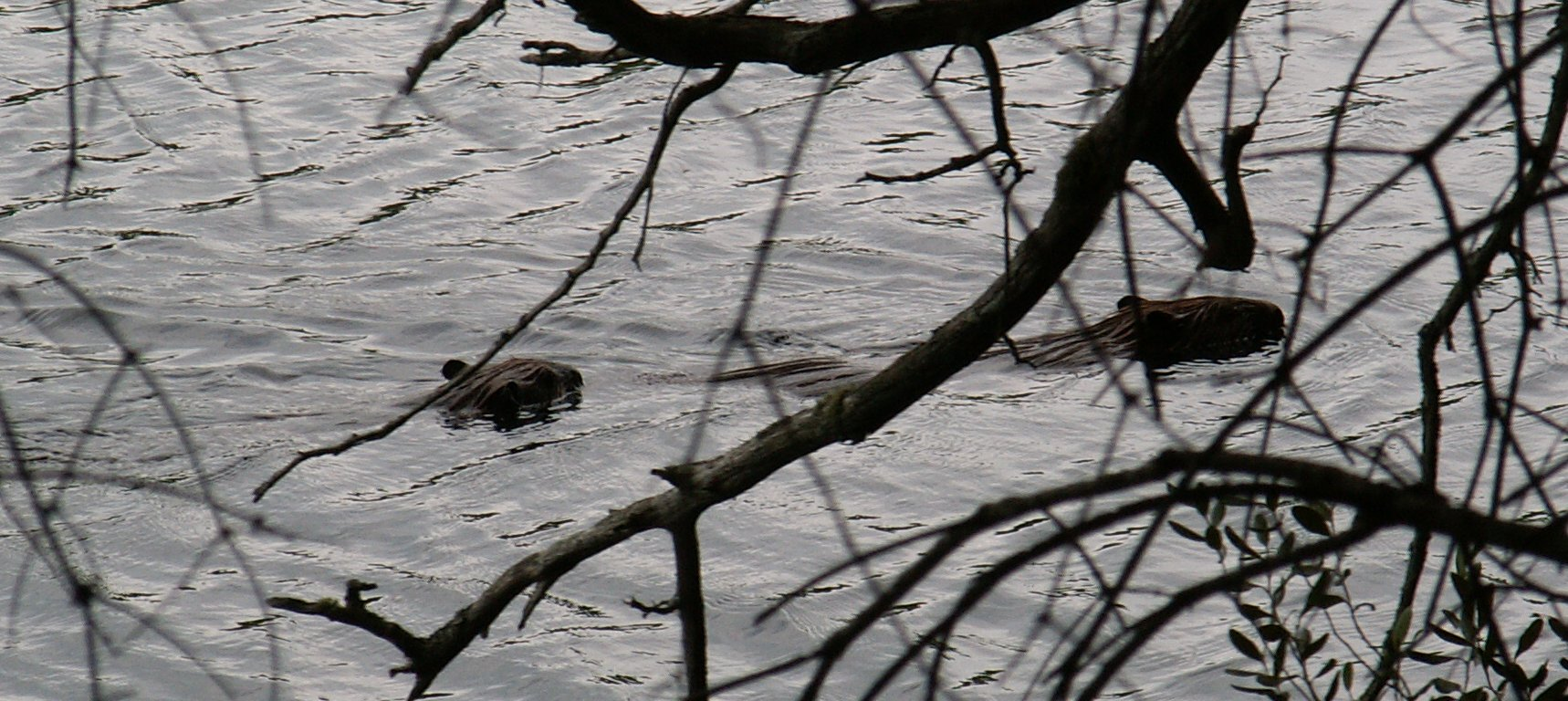
Castor adult amb un individu jove

L'època d'aparellament comença quan es desfà el gel hivernal, cosa que passa aproximadament al febrer. Cada parella té una única ventrada a l'any. L'aparellament acostuma a realitzar-se sota l'aigua, encara que també es pot dur a terme a la riba del riu o estany on viu la parella. Després del període de gestació, que dura aproximadament uns tres mesos i mig (cent dies), la femella sol donar a llum entre dues i quatre cries (encara que en casos extrems poden ser fins a nou). Neixen ja amb els ulls oberts i coberts de pèl. Les cries són alletades durant les primeres setmanes de vida; durant aquest temps, es mantenen al cau amb la mare i les cries de l'any anterior, que tenen aproximadament un any. Els castors de dos anys, si continuen vivint amb la família, ajuden la mare a alimentar i protegir els nounats. Mentrestant, el pare surt i es manté als voltants, cuidant el territori. Quan deixen de ser alletades, la mare comença a alimentar les cries amb fulles tendres. Quan són molt petites, les cries es comuniquen constantment i fan molt soroll, i en créixer es van fent menys sorolloses, ja que es comencen a comunicar amb olors o actituds específiques. Al cap d'uns dies, generalment a l'edat d'un mes, els joves es comencen a moure per fora el cau, encara que continuen sent bastant dependents dels seus pares, ja que són ells qui els segueixen brindant protecció i aliments. Durant aquest període aprenen algunes valuoses habilitats imitant el comportament dels castors adults, encara que no prenen part en les seves feines de construcció i altres activitats. Quan els joves arriben a la maduresa sexual, cosa que sol passar a partir dels dos anys, poden separar-se de la colònia on han nascut i formar la seva pròpia.

### Senyal d'alerta
Els castors tenen pocs depredadors pel fet que passen la major part del temps dins l'aigua o els caus. Els seus principals enemics són els llops i els éssers humans, seguits pels ossos i els linxs. Per protegir-se'n, els castors depenen dels seus sofisticats sentits de l'oïda i de l'olfacte, així com de l'avís dels seus companys. D'aquesta forma, quan un castor que està a l'aigua s'espanta, se submergeix ràpidament en impulsar-se enèrgicament amb la cua. Això produeix una sonora palmellada, audible fora i dins l'aigua, que és tan forta que pot ser percebuda per un ésser humà en un radi de 100 metres. Aquest senyal serveix com a advertència per la resta de castors de l'àrea. Una vegada efectuat aquest senyal d'alerta, tots els castors del voltant se submergeixen i no tornen a sortir fins al cap d'una estona. També poden efectuar aquest senyal davant la presència d'olors o sorolls desconeguts. És més probable que un castor respongui davant el senyal emès per un castor adult que davant l'efectuat per un de jove, ja que els joves encara no han après quan han d'efectuar el senyal i quan no; a més, produeixen un so una mica diferent, en tenir cues més petites.

## Distribució geogràfica

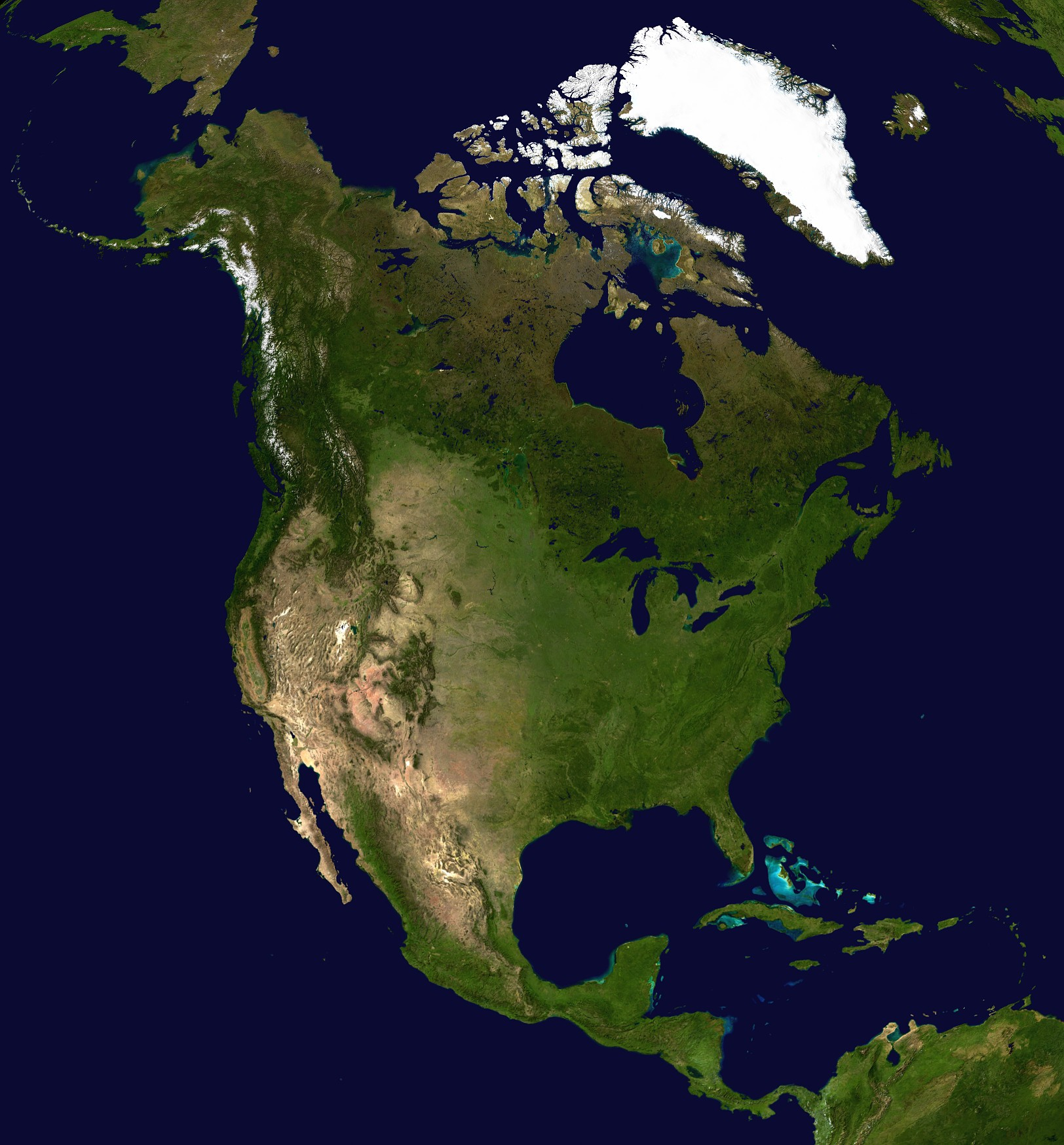
La majoria de castors del món viuen a Nord-amèrica.

Cada espècie de castor viu al continent que indica el seu nom. Així doncs, el castor europeu (C. fiber) viu a Europa, encara que també se'l pot trobar a certes regions d'Àsia. Entre els estats amb major població d'aquesta espècie destaquen Rússia, Polònia, Ucraïna, Belarús, el Kazakhstan, Noruega, Suècia i Dinamarca, encara que s'estenen fins a estats tan allunyats com França i Mongòlia. En el passat arribaren a habitar a gairebé tot Euràsia, estenent-se per tot el territori entre el Regne Unit i Rússia. Des de la prehistòria i com a mínim fins al segle vi, aquesta espècie es podia trobar als rius dels Països Catalans, principalment a la conca de l'Ebre. Com que la seva pell i el castori eren productes molt valorats, fou caçat a tot el continent, posant en gran risc la seva supervivència; al Regne Unit, per exemple, s'extingiren al segle xvi. Més endavant, al segle xix, només se'ls podia trobar en algunes zones pantanoses d'Alemanya, Belarús, Noruega, Rússia i Mongòlia. No obstant això, actualment s'està reintroduint aquest animal a moltes parts del continent.
D'altra banda, el castor americà (C. canadensis) habita pràcticament a tot Nord-amèrica, des d'Alaska fins al nord de Mèxic. Al Canadà viu a totes les províncies, però no a les terres més septentrionals, properes a l'oceà Àrtic. També són presents a gairebé tot el territori dels Estats Units, excepte a les regions desèrtiques del sud-oest i a la península de Florida. Dins del territori mexicà, són escassos, ja que només viuen a les zones properes als rius Bravo (als estats de Chihuahua, Coahuila de Zaragoza i Tamaulipas) i Colorado (a Sonora).
S'han trobat fòssils del castor de Kellogg (C. californicus) als estats nord-americans de Washington, Oregon, Idaho, Nebraska, Kansas i Califòrnia, i a l'estat mexicà de Sonora.

### Introduccions
Amb l'objectiu d'augmentar-ne la població, s'han alliberat individus de castor europeu arreu d'Europa, especialment als països on s'extingiren o en els que la seva població ha disminuït. Per exemple, a l'octubre del 2005, sis castors europeus foren alliberats al comtat de Gloucestershire (Regne Unit), i es plantegen més reintroduccions a Escòcia i Gal·les. A Navarra i La Rioja, com que la reintroducció es dugué a terme de forma clandestina i sense planejar-ho, no fou gaire ben rebuda pel govern ni per part de la població. Tot i això, la reintroducció en altres països ha tingut èxit; en són un exemple les reintroduccions a Alemanya —específicament a Baviera—, Països Baixos i Sèrbia. També s'han reintroduït al riu Morava, a Eslovàquia i la República Txeca.
Algunes parelles de castor americà foren alliberades a la regió argentina i xilena de la Terra del Foc el 1946, sent aquesta reintroducció possiblement la més transcendent de totes, a causa del fort impacte que han tingut a l'ecosistema. Aquesta mateixa espècie fou introduïda a Finlàndia el 1937 com a part d'un programa per substituir l'extingit castor europeu. Després d'estendre's per tot el territori del país arribaren a Rússia per Carèlia. A Polònia se'ls introduí a la dècada del 1930.

#### Terra del Foc

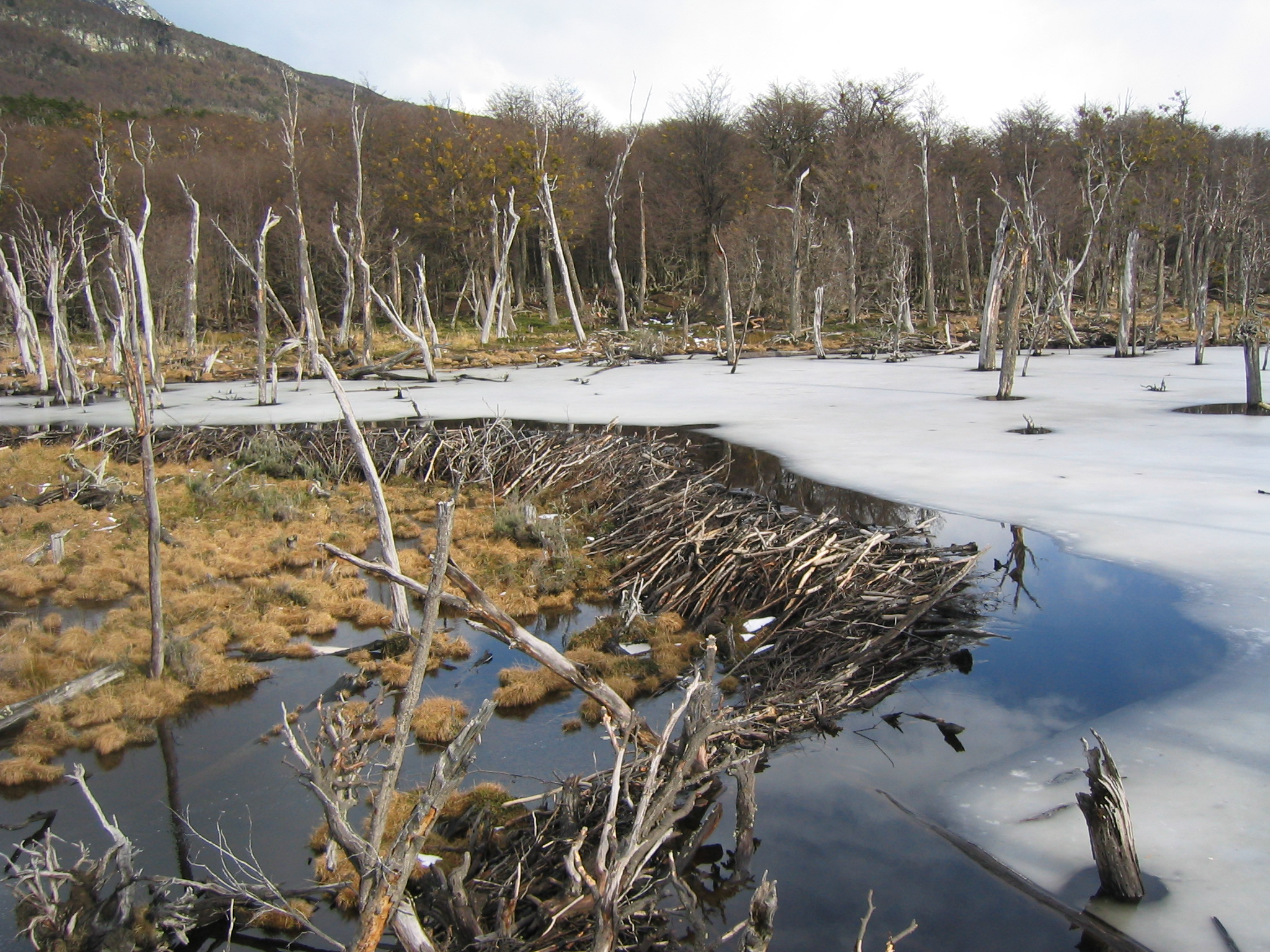
Presa a la Terra del Foc.

Introduïts en una àrea on no habiten els seus depredadors naturals, com és la Terra del Foc, els castors han modificat milers d'hectàrees de terreny i són considerats una plaga per la població local. Tot començà el 1946, quan el Ministeri de Marina de l'Argentina alliberà vint-i-cinc parelles de castors americans al nord-oest del llac Fagnano i a les ribes del riu Claro, que es troben a l'illa de Xàtiva. Amb la introducció de l'espècie es plantejava mantenir una població controlada per fomentar la indústria pelletera de la regió, ja que fins llavors no hi havia espècies que poguessin utilitzar-se amb aquest objectiu. També es diu que foren portats a la zona per ser caçats i amb la seva pell poder fer les gorres dels oficials de la marina argentina. Tanmateix, l'intent per mantenir la població controlada fracassà. Els castors es dispersaren seguint els cursos d'aigua i colonitzaren la regió. Cap a l'any 1964 arribaren a terres xilenes. Fins i tot han creuat el canal de Beagle, com ho prova la seva presència a l'Illa de Navarino, i hi ha proves que han creuat l'estret de Magallanes, ja que se n'han trobat a la península de Brunswick, demostrant que han arribat al territori continental.
Es desconeix el nombre exacte de castors que hi ha actualment a la regió. La majoria de les fonts estimen una població d'entre 70.000 i 100.000 individus, encara que alguns han calculat que podrien ser fins a 200.000. Es pensa que tan sols a l'illa Navarino hi ha aproximadament 20.000 individus. Independentment de la seva quantitat, els castors han causat greus alteracions als ecosistemes de la zona, principalment a Xile, on el problema esdevingué tan extrem que s'ha permès la caça de 10.000 individus a l'any per reduir la població, a més de permetre la venda de la seva pell i carn. Com a resultat, entre el 2004 i el 2007 es caçaren a la Terra del Foc prop d'11.700 castors. A Argentina, la Legislatura de la Província de la Terra del Foc qualificà el castor com a «espècie perjudicial». Al principi no hi havia depredadors a la zona, cosa que influí significativament a la ràpida expansió, però amb el pas del temps la guineu i el puma es convertiren en els seus enemics i contribuïren a la seva erradicació. Des del 2001, els dos països involucrats han començat a cooperar en projectes pel control de la població de castors, amb el propòsit d'erradicar-los definitivament abans de l'any 2015.
Una diferència notable entre la Terra del Foc i la major part de Nord-amèrica és que als arbres del sud del continent no hi creixen brots un cop tallats; en canvi, això sí que passa amb els salzes i els pollancres nord-americans. Gràcies a aquests brots, els boscos són capaços de regenerar-se més ràpidament. Per aquesta raó, el castor conviu perfectament amb els boscos de la seva zona nadiua, mentre que a la Terra del Foc tendeix a desequilibrar els ecosistemes. L'espècie vegetal més afectada pels castors a la Terra del Foc ha sigut Nothofagus pumilio.

#### Navarra i La Rioja

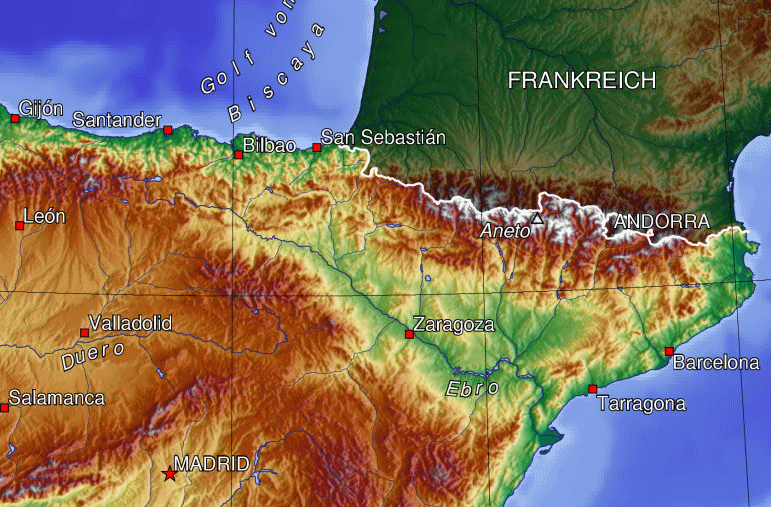
La depressió de l'Ebre, lloc on foren alliberats els castors.

A partir del 2005 es començaren a trobar una sèrie d'indicis que suggerien la presència d'una població de castors a Navarra i La Rioja; aquestes proves incloïen arbres tallats, petjades, restes de farratge, excrements i marques de castori, entre d'altres. El castor ja havia habitat anteriorment aquesta zona, però en desaparegué al segle xvii o abans per culpa de l'aparició de les armes de foc, que en feren augmentar la caça per obtenir-ne carn i greix. Un temps després de l'aparició d'aquests indicis, es descobrí que un grup ecologista havia alliberat a la primavera del 2003 divuit castors europeus procedents de Baviera als rius Ebre, Aragó i Cidacos.
La reintroducció dels rosegadors provocà un intens debat sobre els avantatges i desavantatges del retorn d'aquests animals a la península Ibèrica. D'una banda, s'argumentava que la introducció no s'havia realitzat de manera natural i, segons el Ministeri de Medi Ambient espanyol, s'havia fet de forma clandestina i il·legal. També s'al·legava que l'arribada de castors podia perjudicar algunes espècies protegides de la zona, com el visó europeu i la llúdria. En canvi, els defensors dels castors, com el grup ecologista belga Pays des castors, asseguraven que això portaria beneficis i biodiversitat a la zona, fins i tot pel visó europeu. De fet, ambdues espècies habiten juntes en algunes parts del nord d'Europa. Tot i això, la seva forma d'interaccionar segurament seria diferent a la península Ibèrica, ja que els ecosistemes de clima mediterrani de la zona són molt diferents als del tipus taigà que hi ha al nord del continent, i són molt més boscosos. L'argument que la presència de castors podia ser beneficiosa per la biodiversitat es veié debilitat més endavant, ja que havien danyat principalment els boscos de salzes i pollancres, justament l'hàbitat del visó europeu.
Com que les administracions navarreses i riojanes consideraven que l'espècie havia arribat de forma clandestina al país, els governs d'aquestes entitats presentaren el cas el juny del 2007 davant el Comitè de Flora i Fauna d'Espanya, que ho consultà a la Comissió Europea, ja que el castor és una espècie protegida per la Unió Europea. Finalment, la Comissió considerà que l'espècie es trobava fora del seu àmbit de distribució natural, i per això no s'oposà a la seva erradicació a les zones esmentades.

### Conservació en captivitat

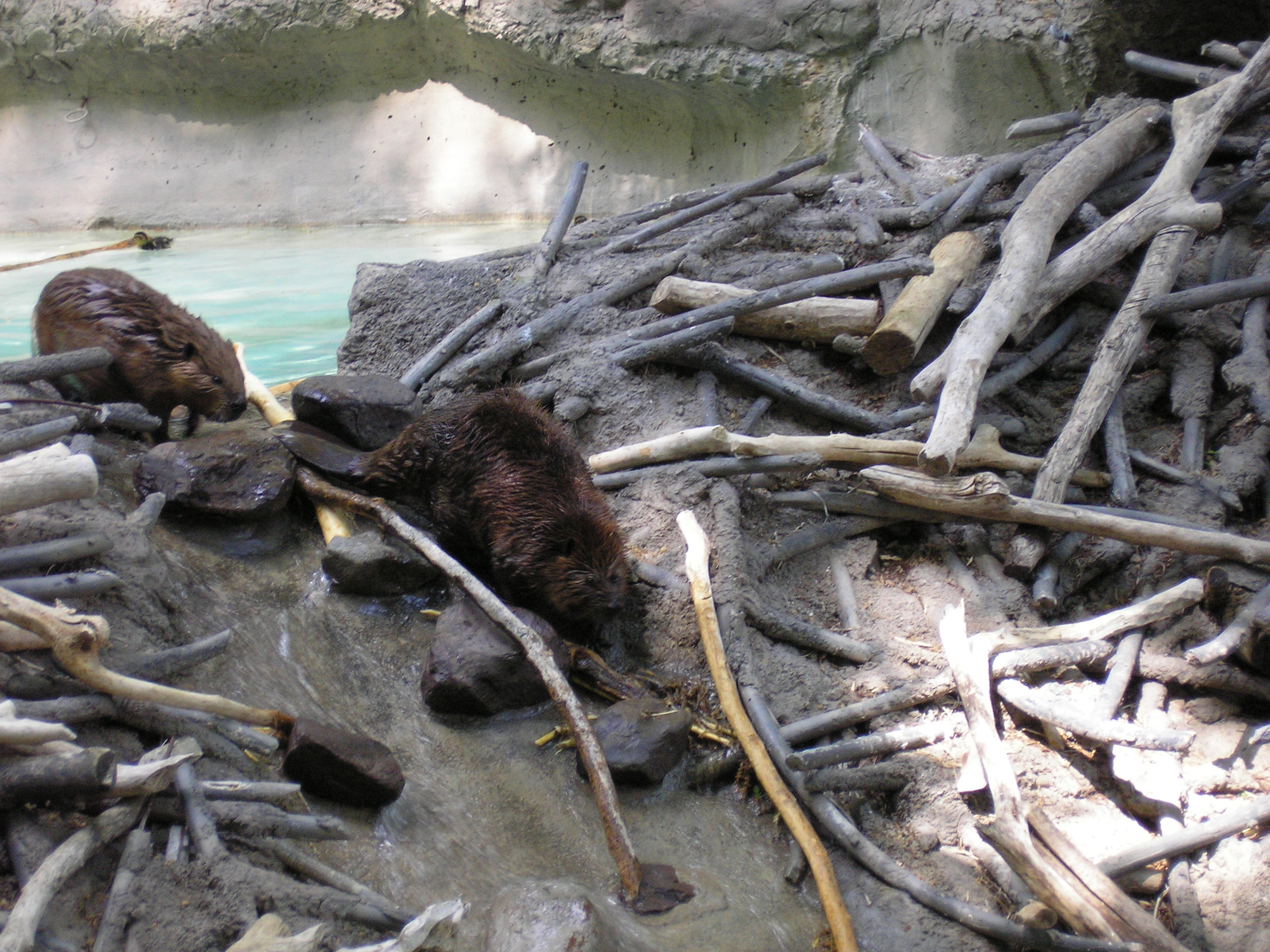
Castors americans a l'Smithsonian National Zoological Park, a Washington DC.

En el passat, aproximadament a mitjans del segle xx, quan les poblacions de castors europeus havien disminuït dràsticament per culpa de la caça, es començaren a conservar alguns castors en captivitat perquè es reproduïssin i més tard fossin alliberats a la natura per tal de restablir les colònies. Aquestes conservacions en captivitat foren realitzades per diferents països europeus, com ara Suïssa. A mesura que s'anaven recuperant les poblacions, els alliberaments s'anaren tornant menys necessaris. Ara ja només es conserven castors en captivitat pel seu estudi i exhibició, tal com passa als zoològics.
En captivitat, els castors segueixen tenint la necessitat de viure en grups. Necessiten una parcel·la que tingui una part de terra i una altra d'aigua, cadascuna d'extensió considerable (no menys de 50 m²), i l'aigua ha de tenir suficient profunditat. Es mantenen tot l'any a l'aire lliure, encara que, per substituir els caus, necessiten unes petites casetes on es puguin refugiar a l'hivern.
És habitual que tinguin una vida més llarga en captivitat que a la naturalesa. En estat salvatge, tenen una esperança de vida d'entre deu i dotze anys, mentre que en captivitat poden viure fins a uns vint anys.

## Hàbitat
Els castors viuen a les zones fluvials, i predominantment a les regions fredes. Durant centenars de milers d'anys, aquests animals han mantingut saludables els ecosistemes aquàtics de l'hàbitat natural on viuen, encara que a un observador humà, veient tots els arbres tallats, li pugui semblar que fan tot el contrari. De fet, el castor, és un dels pilars del seu ecosistema perquè amb la creació d'aiguamolls és útil per altres espècies. A part dels humans, cap animal modifica tant el seu entorn com el castor.

### Preses

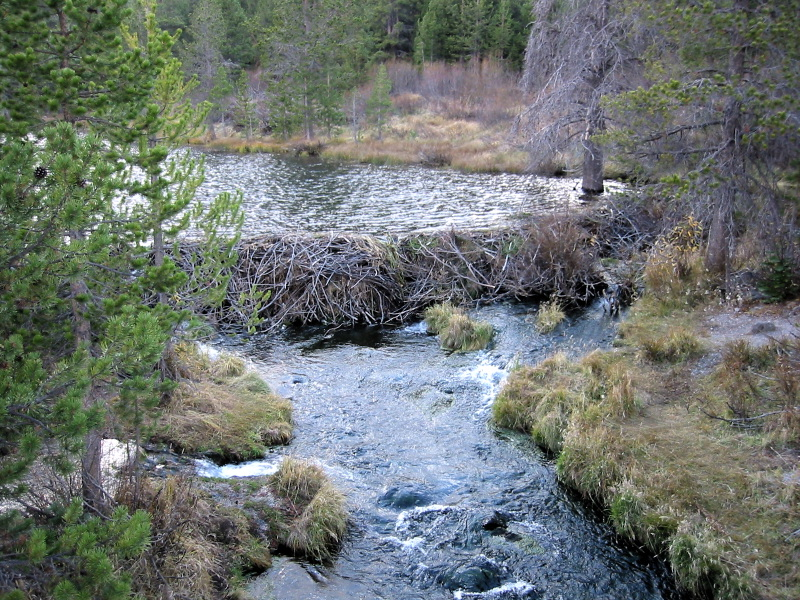
Presa al Parc Nacional Volcànic Lassen, Califòrnia

Les preses són construïdes pels castors per protegir-se dels depredadors com els coiots, els llops i els ossos, i per poder accedir fàcilment i amb seguretat als aliments durant l'hivern. No obstant això, la funció primordial de la barrera és aturar el flux de corrent, creant un estany d'aigües tranquil·les on els castors puguin construir sense dificultats els seus caus. Normalment els castors construeixen una presa més petita riu amunt per disminuir la força del corrent i així reduir la pressió que l'aigua exerceix sobre el cau. Solen anar mantenint totes les estructures i així van creixent a poc a poc. Els castors poden reconstruir les seves preses principals en una sola nit, encara que les preses secundàries no les mantenen tan vigorosament. Els castors són famosos per haver construït preses molt llargues. La més llarga que es coneix fou descoberta prop de Three Forks, Montana, i mesurava uns 652 m de llargada, 4 m d'altura i 7 m d'amplada a la base. També és destacable que aquestes llargues preses són obra únicament d'algunes famílies de castors emparentades, i cada família no acostuma a tenir més de deu membres. Les preses, però, no mesuren en general més d'1,5 m d'altura i uns 3 m d'ample a la base, tendint a fer-se més estretes a la part superior. La llargada de la presa depèn bàsicament de l'amplada del corrent mateix. A més de llargues, acostumen a ser molt resistents i per això suporten el pes d'una persona.
La presa pot adquirir formes diverses segons la naturalesa del corrent on estigui ubicada. Allà on l'aigua té poca força, és pràcticament recta; en canvi, allà on hi ha un corrent elevat, és corbada, amb la convexitat de cara al corrent. No s'ha observat cap procés particular per l'edificació, excepte que la feina és realitzada constantment i que totes les parts estan construïdes amb la mateixa solidesa.
Es creu que els castors construeixen les preses principalment a causa del so de l'aigua corrent que els estimula a fer-ho. Malgrat tot, estudis analítics de les activitats habituals dels castors han indicat que poden respondre a una gran quantitat d'estímuls, no tan sols al so de l'aigua en moviment. En dos experiments es demostrà que, encara que els castors apilessin material a prop d'un altaveu que estava emetent el so de l'aigua, només ho feien després d'un considerable període. En un d'aquests experiments, s'observà que els castors enterraven els altaveus que produïen el so fins que ja no se sentia més. Addicionalment, els castors, en enfrontar-se amb un tub que permetia la fuga d'aigua a través de la seva presa, s'encarregaren de parar el flux d'aigua tapant el tub amb fang i branquetes. S'observà que els castors ho feien fins i tot quan el tub no produïa el so d'aigua en moviment. Els castors segueixen reparant les possibles destrosses de la presa i construint-la més alta fins que el so no cessa. No obstant això, durant les èpoques en què els rius es tornen més cabalosos, poden permetre que passi una petita quantitat de corrent a través de la presa.

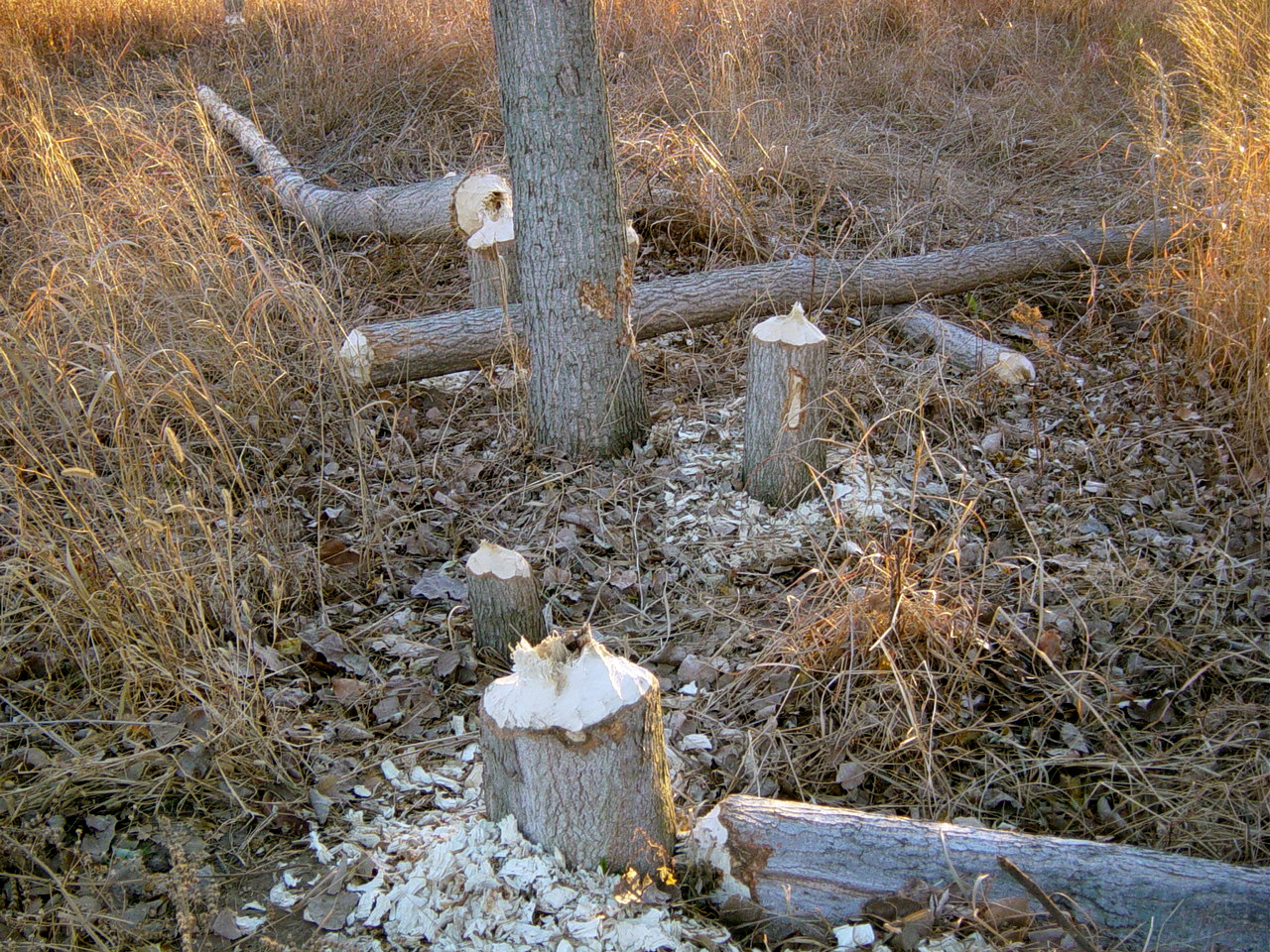
Arbres de més de 25 cm de diàmetre, tallats per castors en una nit.

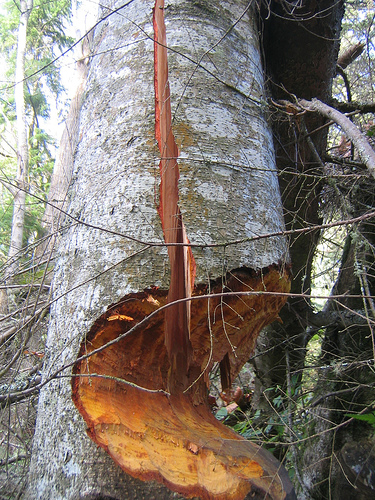
Arbre tallat i abandonat per castors, probablement per ser massa gruixut.

Les preses dels castors poden ser perjudicials; la inundació que provoquen pot causar grans destrosses als terrenys contigus, i quan la inundació es produeix tocant a unes vies de ferrocarrils, pot ocasionar descarrilaments. A més, si una presa es trenqués, es produiria una instantània descàrrega d'aigua que també podria causar destrosses depenent de la força amb la qual vagi. Aquesta interferència no es limita a la geografia humana; els castors poden destruir hàbitats de nidificació per espècies en perill, i amb freqüència tallen arbres madurs i després no n'utilitzen els troncs.
D'altra banda, la construcció de preses és molt beneficiosa per la restauració d'aiguamolls. Altres beneficis són el control dels corrents, la biodiversitat (creació d'un hàbitat on proliferen moltes espècies), la purificació de l'aigua de toxines com els plaguicides i la retenció de llot. Al llarg dels temps, aquesta recol·lecció de llot ha produït el sòl fèrtil tan buscat pels agricultors. Les preses també redueixen l'erosió i fan disminuir la terbolesa de l'aigua, factor que és determinant per la vida aquàtica. Encara que els castors poden causar fortes destrosses, part del problema és de percepció. Les destrosses són molt visibles poc després de l'inici de l'activitat del castor a l'àrea, mentre que els beneficis són a llarg termini i no es distingeixen amb facilitat, excepte per algú que observi atentament la zona.

### Control d'inundacions
Una presa de castors té una certa elevació sobre el nivell de l'aigua. Quan es presenten fortes pluges, el nivell del riu s'eleva i la presa allibera l'aigua sobrant emmagatzemada gradualment. En general, això és tot el que es necessita per reduir l'altura de l'onada d'inundació movent-se riu avall, i impedeix parcialment o total les potencials destrosses a les construccions humanes que es troben més avall. D'aquesta manera, la presa ajuda a exercir un cert control sobre les inundacions. Els rius amb preses de castors als seus afluents principals tenen nivells màxims d'aigua més baixos i nivells mínims més alts, és a dir, nivells d'aigua més constants.
Quan es preveuen inundacions perjudicials a causa de les preses, es poden instal·lar aparells moderns de control del nivell d'aigua per solucionar el problema. Els danys no desitjats als arbres poden prevenir-se enrotllant una malla de filferro o làmines de metall al voltant de la base dels troncs.

#### Creació d'aiguamolls

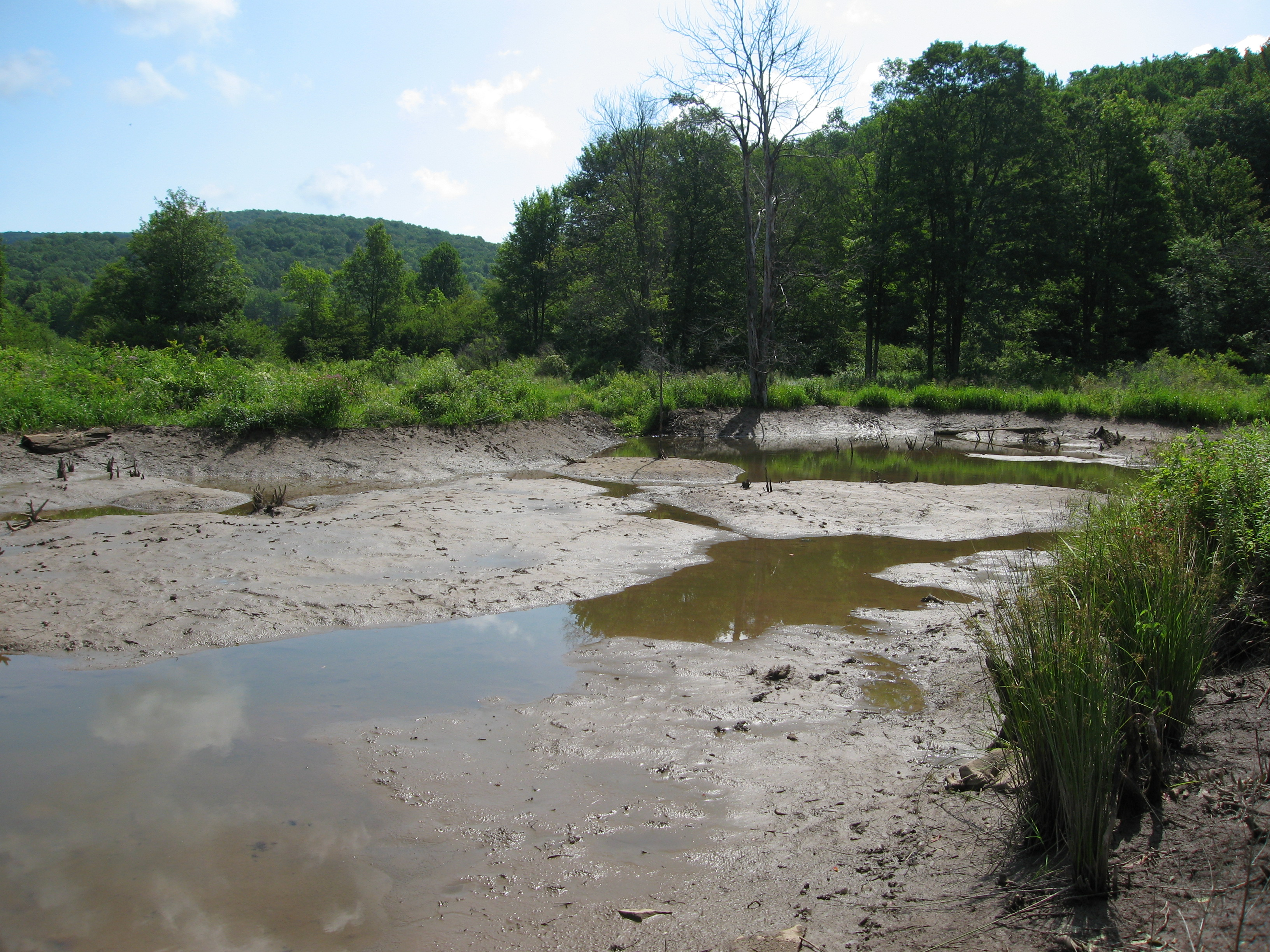
Estany sec després de la ruptura d'una presa.

Si l'estany d'un castor perd molta profunditat a causa de la sedimentació o si la reserva d'arbres s'esgota, els castors abandonen l'indret. Si no rep manteniment, tard o d'hora la presa es trenca i l'aigua s'escorre. La frondosa i grossa capa de llot, branques i fulles seques que es troba darrere de la presa caiguda és l'hàbitat ideal per les espècies d'aiguamolls. Es beneficien d'aquestes zones pantanoses, entre d'altres, les llúdries, certes aus aquàtiques i molts tipus de peixos. Molts d'aquests animals ja hauran habitat anteriorment la riba de l'estany. Els aiguamolls tenen importants beneficis ambientals, ja que a part de servir de refugi per un gran nombre d'espècies, moltes també els aprofiten per alimentar-se i reproduir-se. Per exemple, els aiguamolls i estanys creats pels castors són molt útils pels salmons, ja que és on els individus joves es poden amagar fàcilment i menjar a cobert dels depredadors. Els humans en són beneficiats igualment, ja que els aiguamolls són una valuosa font d'aigua per qualsevol ús, des del domèstic fins a l'industrial o agrícola. Als aiguamolls més extensos, es pot utilitzar l'energia hidràulica de l'aigua en centrals hidroelèctriques per obtenir-ne energia elèctrica. A més a més, a causa de la gran quantitat de peixos que hi viuen, són molt valuosos per la pesca. Els aiguamolls profunds poden servir per al transport fluvial, i alguns d'ells són atractius turístics a causa de la diversitat paisatgística i el nombre d'espècies que s'hi poden trobar.

#### Creació de planes fèrtils
Quan un aiguamoll s'inunda i s'asseca, hi ha plantes com les poàcies que el colonitzen i així es converteix en un prat fèrtil adequat per pasturar. A les àrees únicament boscoses això ofereix un espai valuós per molts animals —per exemple, els ants— que d'altra manera no podrien alimentar-se. Aquests prats són plans, humits i força fèrtils, gràcies a la terra que emmagatzema aigua durant tot l'any. També és destacable la gran presència de llot en aquests llocs.

#### Bosc de ribera

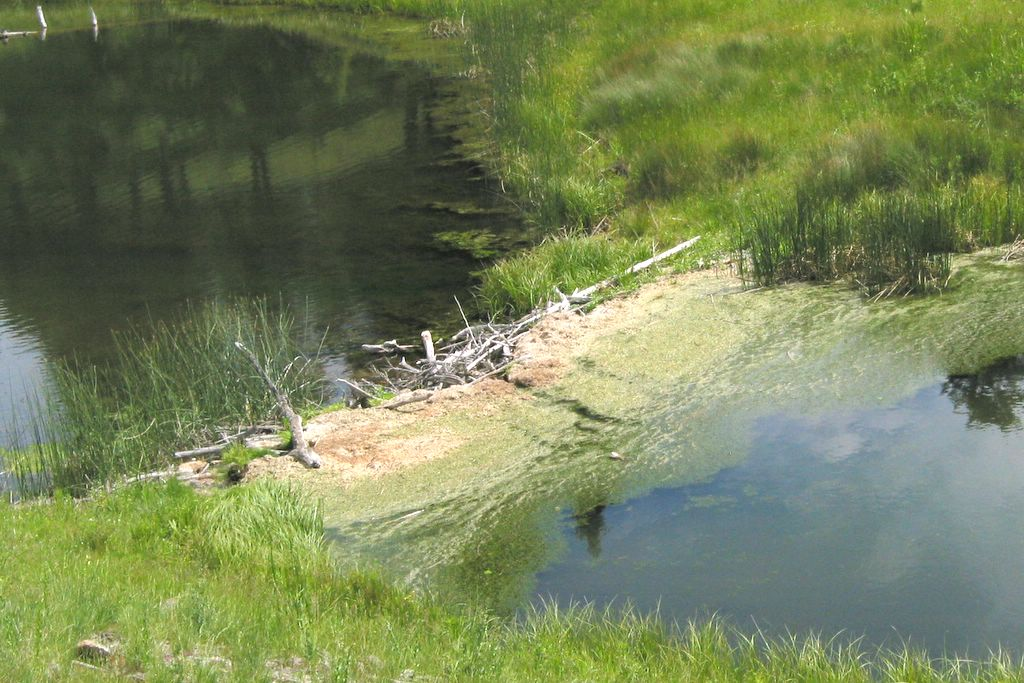
Presa al Parc Nacional Yellowstone. Es pot observar la capa orgànica situada a la part posterior de la presa.

Finalment, el prat és colonitzat per arbres riberencs, com els salzes, els pollancres i les espècies que més agraden als castors. Un cop ha passat això, és possible que l'àrea sigui recolonitzada pels castors i el cicle comenci de nou.

#### Eliminació de nutrients
L'eliminació de nutrients de l'aigua, que es duu a terme als estanys creats pels castors, és un procés de gran importància. En un corrent d'aigua, la presència de fosfats i nitrats és normal, ja que formen part del procés d'eutrofització, que contribueix al creixement de les algues i plantes aquàtiques. Altrament, l'agricultura propera als rius amb freqüència incrementa la seva càrrega i d'altres nutrients a l'aigua, causant problemes riu avall on aquesta s'utilitza per al consum. A part del llot, les preses dels castors recullen fulles i branques, producte de les activitats dels castors, especialment a la tardor. Gran part d'aquest material és cel·lulosa. Molts bacteris produeixen cel·lulosa que es pot utilitzar com a font energètica separant-la de la glucosa. Tal com les algues obtenen energia de la llum solar, aquestes bacteries l'obtenen de la cel·lulosa. No obstant això, aquesta font d'energia no els és suficient per al creixement. Aquestes poblacions bacterianes afronten l'escassetat de compostos nitrosos i fosforosos i, per això, absorbeixen aquests nutrients quan se'ls troben a l'aigua. D'aquesta manera, aquests i d'altres nutrients són fixats a l'estany pels bacteris i eliminats del corrent.

#### Eliminació de pesticides i herbicides
L'agricultura també introdueix herbicides i plaguicides als rius. Els bacteris són un grup extremament variable i algunes d'aquestes substàncies són metabolitzades i descompostes pels microorganismes que viuen a l'àrea rica en cel·lulosa situada darrere la presa de castors.

#### Desnitrificació

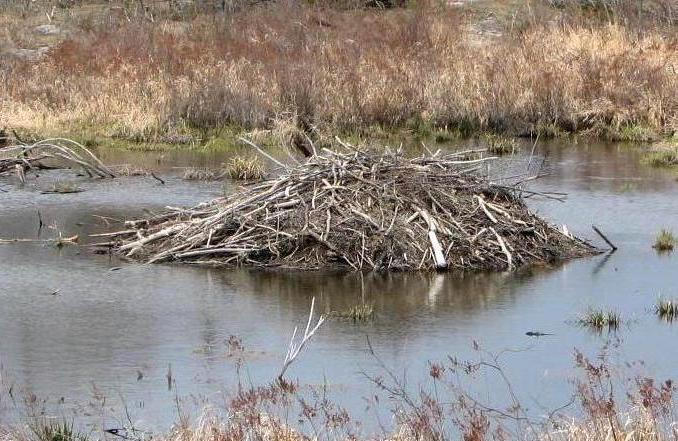
Cau de castors, d'uns 6 metres de diàmetre, a Ontario, Canadà.

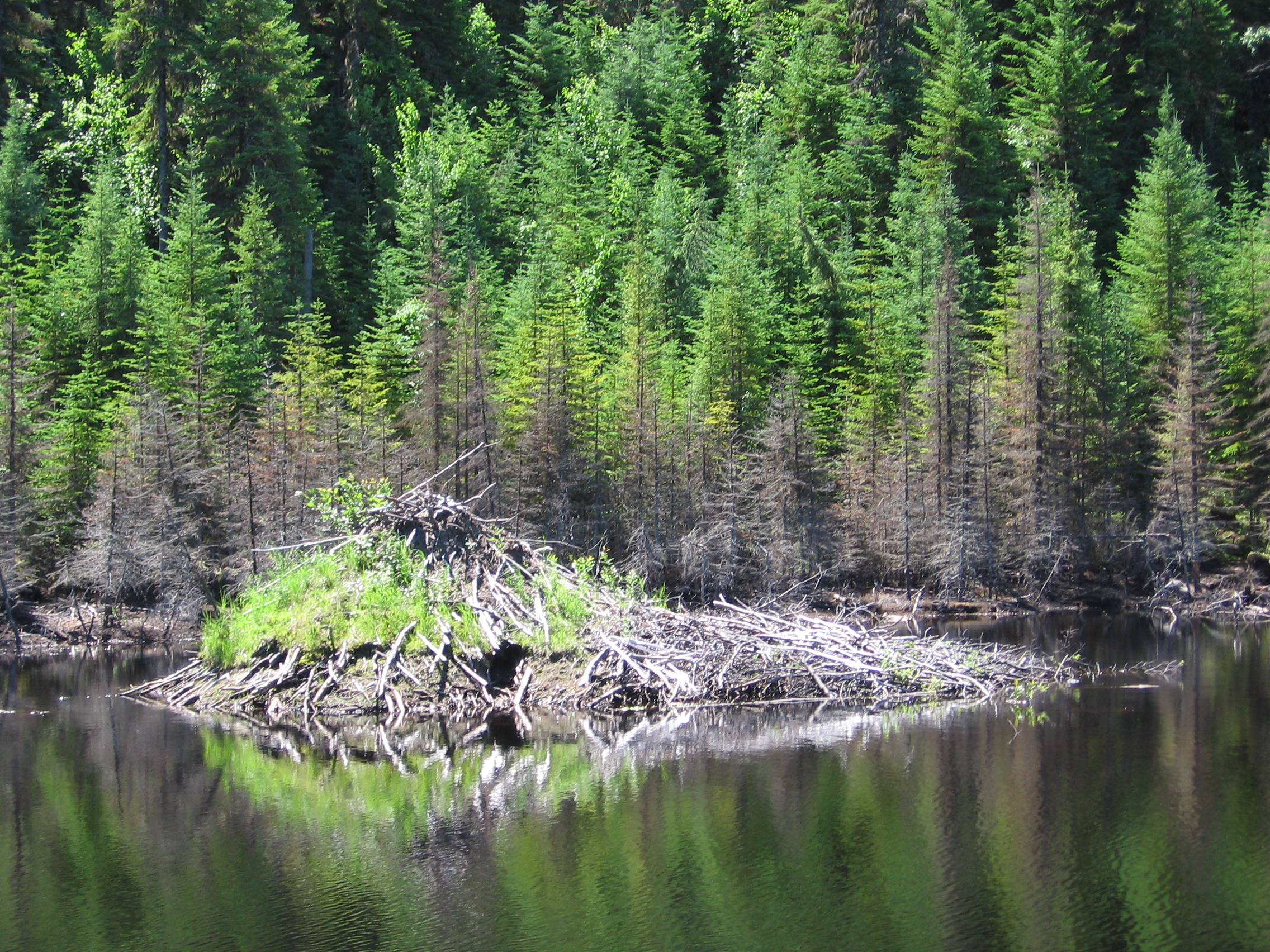
Un altre cau més elaborat al nord de Saguenay, Quebec.

Alguns científics creuen que la cascada de nitrats, és a dir, la producció d'una quantitat excessiva de nitrogen fixat, que als cicles naturals pot convertir-se en nitrogen gasós, pot ser tan problemàtica per la història natural com la producció de diòxid de carboni. És probable, encara que no s'ha demostrat, que les preses de castors puguin contribuir a la desnitrificació, que és la conversió de nitrats (NO₃-) en nitrogen gasós (N₂) i que només s'aconsegueix en absència d'oxigen.
A les plantes de depuració de l'aigua, la desnitrificació s'aconsegueix passant l'aigua a través de capes successives d'organismes aeròbics i anaeròbics. Sota la presa de castors hi té lloc un procés similar. L'aigua que està estancada es filtra al fons, i llavors és quan l'oxigen dissolt al sòl és consumit per la fauna que viu a la rica capa orgànica. En un cert moment tot l'oxigen ha sigut consumit i la terra esdevé anaeròbica. Aquest pas és fonamental, car la presència d'oxigen neutralitza el sistema enzimàtic necessari per al desenvolupament de la desnitrificació. Aquest cicle aeròbic/anaeròbic pot aparèixer diverses vegades a tot el riu, i la desnitrificació en pot ser el resultat. Durant la desnitrificació, en primer lloc el nitrat es converteix en nitrit (NO₃− → NO₂−), més tard, en monòxid de nitrogen (NO), després en òxid nitrós (N₂O) i finalment en nitrogen gasós (N₂). Al final del procés, l'aigua torna a la superfície.

### Caus
Les preses ben conservades bloquegen el corrent d'aigua, creant d'aquesta manera un profund estany que ajuda a aïllar la casa dels castors: el cau, que és una estructura de forma cònica on viu la família de castors, i que és construït també amb branques i fang, a més d'herba i molsa. Les entrades al cau es troben per sota l'aigua per evitar que quedin bloquejades quan la superfície de l'estany es geli i per fer pràcticament impossible l'entrada d'altres animals al cau (encara que s'han trobat rates mesqueres vivint dins de caus amb els castors que els construïren).
El cau en si consisteix en un compartiment principal, de fins a un metre d'altura, que té el terra a nivell de l'aigua i on arriben les entrades exteriors, que generalment són dues: la primera, recta i inclinada, s'utilitza per portar fusta a l'interior, i la segona, que baixa a l'aigua de manera més directa, és utilitzada només per entrar i sortir. Just a fora de la primera entrada, els castors guarden la reserva alimentària per l'hivern. De fet el cau acostuma a tenir dues altures diferents com a mesura de protecció en cas que pugi el nivell de l'aigua durant el desgel primaveral. Tot i que l'aire es filtra a través de les parets, també és habitual que hi hagi una secció més prima al sostre que serveixi per ventilar l'interior i facilitar l'entrada d'aire.

### Canals
Els castors són molt àgils i relativament veloços quan estan a l'aigua. D'altra banda, són molt més maldestres i lents per desplaçar-se per terra. Això els dificulta la feina de portar els materials que utilitzen per a la construcció de preses i caus, especialment troncs i branques, fins a l'estany on viuen. Per això, els castors sovint construeixen canals d'aigua que connecten la llacuna amb la font de recursos que utilitzen, per exemple, un grup d'arbres. Gràcies a aquests canals poden arribar nedant fins al punt desitjat, i tornar a l'estany de la mateixa manera. Així redueixen significativament les distàncies que han de recórrer per terra i, per tant, agilitzen la feina. Aquests canals mesuren aproximadament 1 m d'amplada per 1 m d'alçada i poden arribar als 100 m de llargada.

## Utilitat comercial

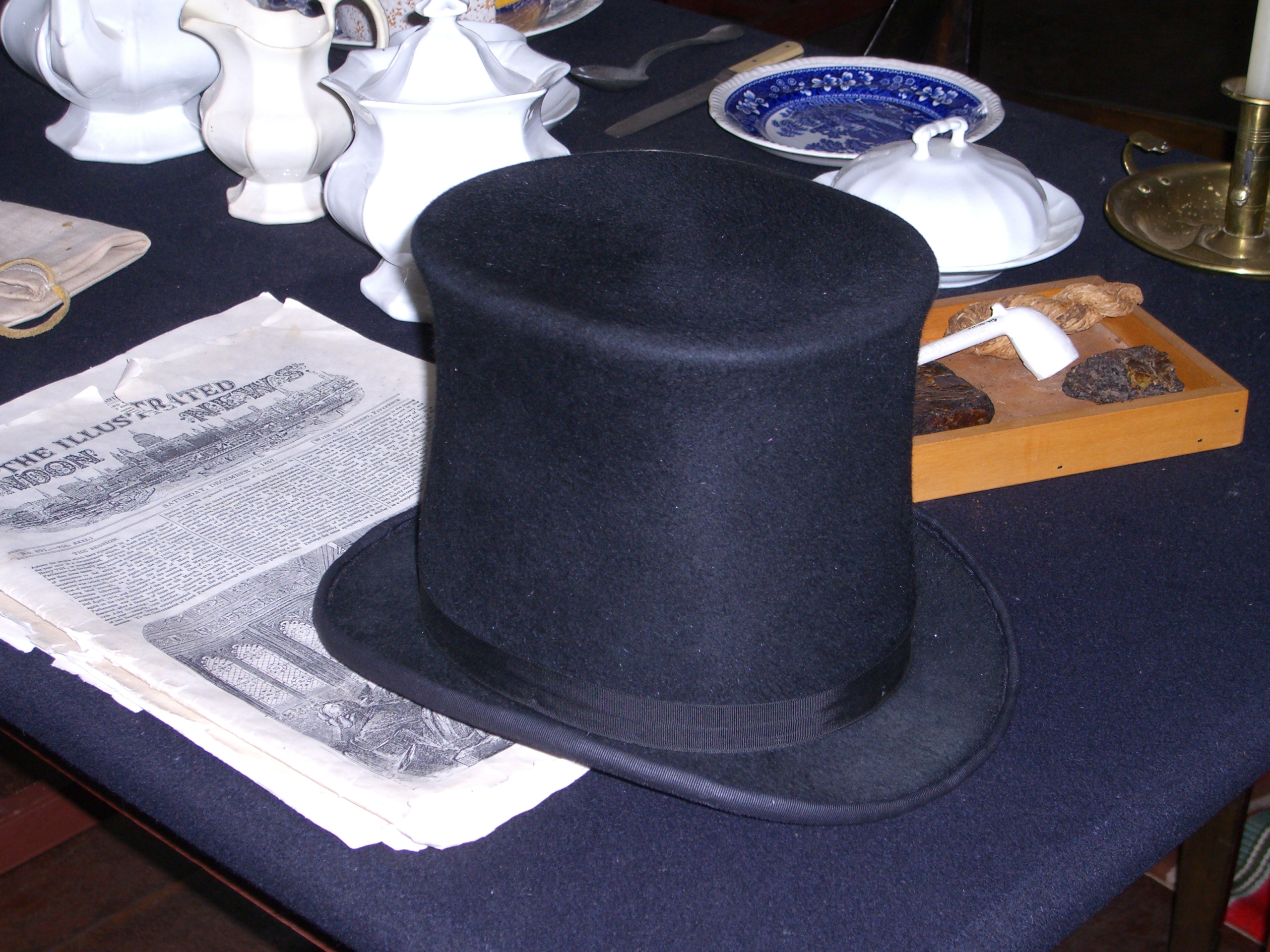
Un barret de copa fet amb pell de castor feltrada.

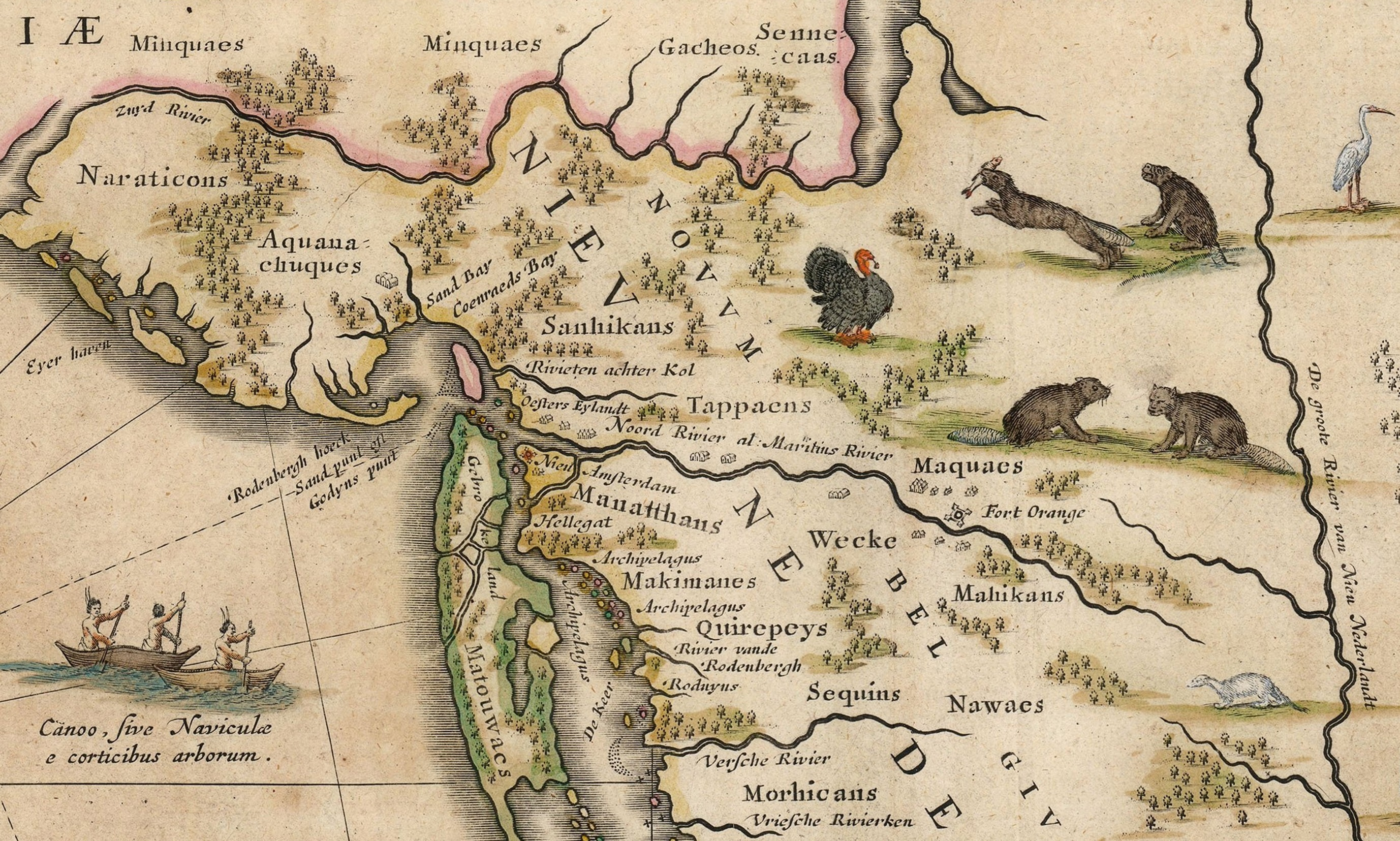
Mapa de la vall del riu Hudson amb el dibuix de dos castors, prova de la importància que tingueren aquests animals en el desenvolupament de la regió.

Al segle xvii, la pell de castor era intercanviada pels natius americans per aconseguir béns manufacturats europeus; després, la pell era enviada a Gran Bretanya i França on es convertia en roba. La caça i captura descontrolada de castors posà en perill la seva supervivència; però arribà un moment en què el comerç de pell decaigué a causa de la demanda decreixent a Europa i a la utilització dels terrenys de caça per ajudar el sector agrícola en auge. Posteriorment, de manera puntual, ressorgiria la caça de castors en algunes àrees on n'hi havia superpoblació; encara que normalment la captura només es realitza quan la pell és valuosa, la resta de l'animal també es pot utilitzar com a aliment per altres animals. L'única pell a Nord-amèrica que superava la del castor en valor comercial era la de la guineu, que es deia que era quaranta vegades més valuosa.
Tant els testicles de castor com el castori, una secreció oliosa i amarga d'olor lleugerament fètida continguda als fol·licles vaginals (femelles) o prepucials (mascles) dels castors, han estat utilitzats per la medicina tradicional. A la medicina yupik (esquimal) s'utilitzaven els testicles de castor com a calmant del dolor. Entre els segles x i xix, els testicles de castor eren exportats des del Llevant.Claudi Elià, un autor romà, descrigué que els castors s'arrancaven a mossegades els testicles (els seus òrgans més valuosos) perquè els caçadors no s'interessessin a matar-los. Els castors europeus foren caçats fins a la vora de l'extinció, en part per l'obtenció del castori, que era usat com a analgèsic, antiinflamatori i antipirètic. Els romans li atribuïen fins i tot propietats abortives. El castori també s'ha utilitzat contra la dismenorrea i la histèria femenina, ja que eleva la pressió sanguínia i incrementa el ritme cardíac.
Els efectes produïts pel castori han estat acreditats a l'acumulació de salicina que els castors reben dels salzes que formen part de la seva dieta, substància que es transforma en àcid acetilsalicílic i actua com l'aspirina. A la natura, els castors utilitzen el castori per marcar el territori, encara que també l'utilitzen per engreixar el seu pelatge i protegir-se així dels atacs i agressions externes. El castori també s'arribà a utilitzar per a la fabricació de xiclets, i continua utilitzant-se per elaborar perfums; es diu que Nostradamus descobrí que aquesta substància actuava com a fixador d'olors, propietat que s'aprofità per augmentar el temps de conservació dels perfums. De totes maneres, la utilització d'aquest tipus de substàncies està actualment molt controlada, ja que es té en compte la supervivència de les espècies.

## Aspectes culturals
La cultura popular occidental acostuma a representar els castors de manera positiva, com a personatges bondadosos i treballadors.

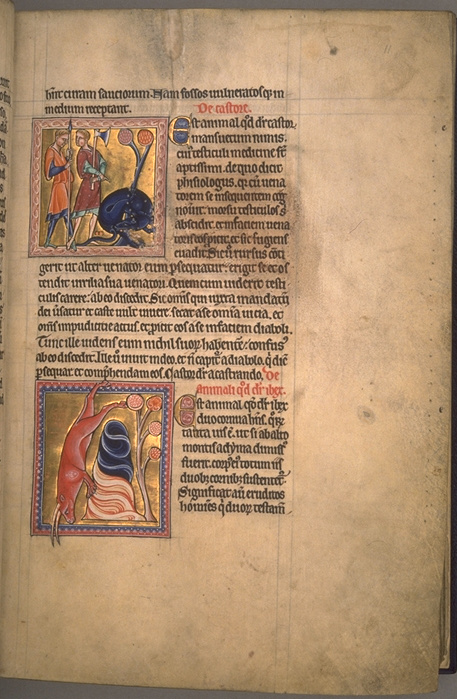
Pàgina del Bestiari d'Aberdeen que parla del castor i de la cabra salvatge.

- La importància del castor americà pel desenvolupament econòmic, social i polític del Canadà a través del comerç de pells el portà a ser designat animal nacional del país. Es troba representat a la moneda canadenca de 5 centaus i aparegué al primer segell postal posat en circulació a les colònies canadenques el 1849. La mascota escollida pels Jocs Olímpics del 1976 celebrats a Mont-real fou un castor que rebé el nom Amik («castor» en algonquí),[60][61] destacant el castor d'aquesta manera com a símbol nacional. Són igualment reconeguts en heràldica: als escuts de les províncies de Manitoba, Alberta i Saskatchewan, així com a l'escut de Toronto, apareixen castors. A més, és l'emblema de moltes unitats i organitzacions dins les Forces Armades del Canadà, com els Enginyers Militars Canadencs (Canadian Military Engineers).
- Als Estats Units d'Amèrica, Oregon és conegut amb el nom d'Estat del Castor.[62] El castor americà és l'animal estatal des del 1969 i es mostra al revers de la bandera d'Oregon. A més a més, és el mamífer oficial de l'estat de Nova York[63] i la seva figura apareix al segell de la ciutat i a la corresponent bandera,[64] això és a causa de la importància del comerç de la pell en els inicis de la colonització de la zona.
- Com a mínim des de l'edat mitjana, el castor ja era ben conegut i fins i tot estudiat a Europa; això ho prova la seva aparició al Bestiari d'Aberdeen, un compendi de bèsties utilitzat per recopilar informació de diversos animals i que fou redactat a Anglaterra a finals del segle xii.[65] El Bestiari d'Aberdeen mostrava el castor com a animal gentil, amb testicles que tenien propietats medicinals.[66] També deia que, quan se'ls intentava caçar, s'arrancaven a mossegades els testicles per salvar-se la vida.[66] Quan intentaven ser caçats per segona vegada, simplement mostraven la seva falta d'òrgans i se'ls perdonava la vida.[66]
- El castor s'ha convertit, gràcies a les seves enginyoses construccions, en la mascota de l'Institut Tecnològic de Massachusetts, l'Institut Tecnològic de Califòrnia, la Universitat de Toronto i la Universitat Estatal d'Oregon.[62] Tots els equips esportius d'aquesta última institució s'anomenen Oregon State Beavers, i també, als alumnes que hi estudien se'ls coneix com a Beavers. A Anglaterra, el castor és l'emblema de l'Escola d'Economia i Ciències Polítiques de Londres i dona nom al diari estudiantil de la institució, anomenat The Beaver.
- Al segle xvii, basant-se en una pregunta formulada pel bisbe del Quebec, l'Església Catòlica dictaminà que el castor era un peix davant les lleis de l'alimentació. Per tant, la prohibició general de menjar carn els divendres de quaresma no s'aplica a la carn de castor.[67][68][69] La base legal per aquesta decisió probablement es relaciona amb l'obra Summa Teològica de Tomàs d'Aquino, que estableix la classificació animal tant pels seus hàbits com per anatomia.[70]
- Els castors han influït molt en el nom de ciutats i pobles, principalment a Nord-amèrica. Als Estats Units hi ha més d'una dotzena de pobles anomenats Beaver (que en anglès significa «castor»). De vegades, però, la influència no és tan evident. Un exemple d'això el trobem al nom del poble Tamaqua, a Pennsilvània. Aquest nom deriva de la paraula que vol dir «Terra del castor» en iroquès.[47] També a Europa existeixen ciutats amb noms derivats de l'animal. És el cas de Kastorià, una ciutat macedònia situada al nord de Grècia: el seu nom es relaciona amb la importància que tingueren els castors pel comerç de pells local.[47][71] Els castors també han influït en els noms d'accidents geogràfics. El nom del Lac la Ronge, un llac situat al centre de Saskatchewan, Canadà, deriva probablement de la paraula ronger, «rosegar» en francès, en al·lusió a l'activitat dels castors.[47]
- El senyor i la senyora Castor (anomenats en anglès Mr. Beaver i Mrs. Beaver, respectivament) són dos personatges importants a la novel·la clàssica de fantasia de l'escriptor irlandès Clive Staples Lewis, El lleó, la bruixa i l'armari.[72]
- El Pokémon Bibarel sembla un castor,[73] i també realitza certes activitats que en són pròpies, com per exemple, la construcció de preses.
- El canal televisiu Nickelodeon retransmet The Angry Beavers (Els castors furiosos), una sèrie animada infantil.
- Els personatges Toothy i Handy de la sèrie Happy Tree Friends són castors.[74]